# Cryptothrips nigripes
Cryptothrips nigripes är en insektsart som först beskrevs av O. M. Reuter 1880.  Cryptothrips nigripes ingår i släktet Cryptothrips, och familjen rörtripsar. Arten är reproducerande i Sverige.